# 麥卡菲街 (渥太華)

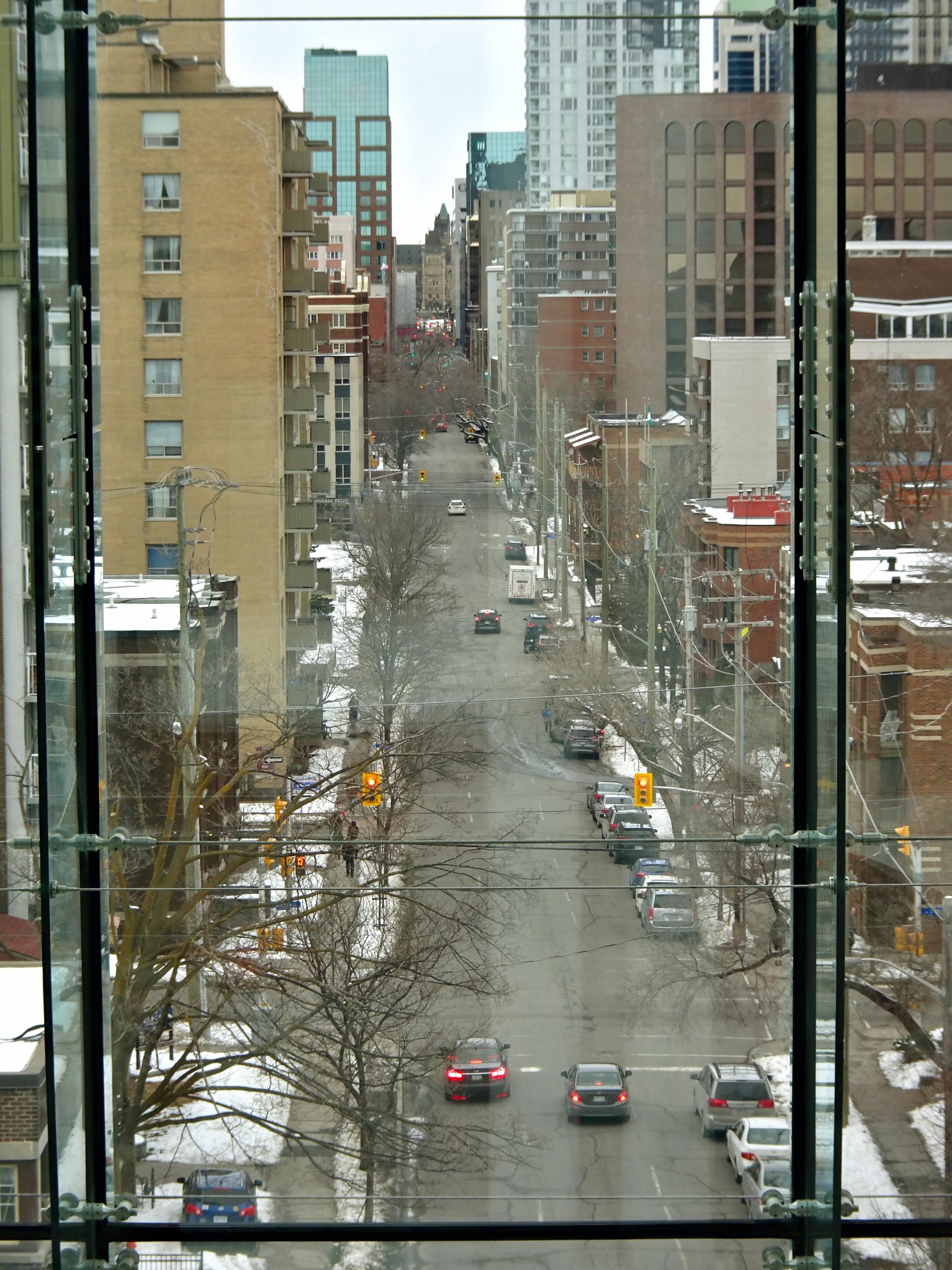
加拿大自然博物館北望麥卡菲街

麥卡菲街（英語：Metcalfe Street）是加拿大安大略省渥太華的一條市中心主幹路，以加拿大總督第一代麥卡菲男爵查理斯·麥卡菲命名。該街道呈南北路線，單向北行，通往安大略417號省道（女皇道）。
街道南端盡頭位於格里布社區的Monkland Avenue，以較小的住宅街道向北延伸，直至女皇道交匯處（119號出口）。延伸至渥太華市中心時，麥卡菲街在亞皆老街（Argyle Street）及麥律街（McLeod Street）之間的加拿大自然博物館以東繞行，然後延伸直至威靈頓街，北迄國會山莊。

## 主要路口
從北到南：
- 威靈頓街
- 士柏士街
- 亞厘畢街（英语：Albert Street (Ottawa)）
- 史利達街（英语：Slater Street (Ottawa)）
- 洛里埃路
- 森麻實街
- 格列士敦路
- 嘉芙蓮街（英语：Catherine Street (Ottawa)）
- 417號省道（女皇道）
- 伊沙貝拉街（英语：Isabella Street）
- 蒙克蘭街（英语：Monkland Avenue (Ottawa)）

## 來源
- Ottawa Transportation Master Plan, see map 7 Central Area/Inner City Road Network